# Greta Van Fleet
Greta Van Fleet (енгл. Грета ван флит) америчка је хард рок група, основана 2012. године у Франкенмуту, Мичиген. Основала су је тројица браће: певач Џош Киска, гитариста Џејк Киска и басиста Сем Киска. Бубњар групе је Дени Вагнер, који је 2013. заменио Кајла Хоука.
Први албум су издали у априлу 2017. године, и он носи назив Black Smoke Rising. С њега се посебно издвојио сингл Highway Tune, који је био на топ листама у септембру 2017. Други албум, From the Fires, издат је 10. новембра 2017. године, и са њега се издвојио сингл Safari Song.
Високи, завијајући вокал Џоша Киске неодољиво подсећа на глас певача групе Лед зепелин, Роберта Планта, који је у интервјуу за аустралијске медије, марта 2018. године, рекао да је група, у ствари, "Led Zeppelin I", док је Џоша Киску описао као дивног малог певача.

## Браћа Киска и име бенда
Близанци Џош и Џејк Киска, певач и гитариста бенда, рођени су 23. априла 1996. године, док је њихов млађи брат, басиста Сем Киска, рођен 3. априла 1999. Бубњар Дени Вагнер је рођен 29. децембра 1998.
Име бенда настало је кад је један од ранијих чланова бенда чуо свог деду који помиње извесну Грету ван Флит, становницу њиховог града Франкенмута. Назив је мало измењен ради лакшег изговора, а од извесне госпође су добили и дозволу за кориштење њеног имена.

## Утицаји
Поред већ наведеног утицаја Лед зепелина, чланови групе наводе и друге утицаје, попут Ерика Клептона, Џона Ли Хукера, као и група Ролингстонс, Ху и других.